# Бєлєвцев Яків Миколайович
Я́ків Микола́йович Бєлє́вцев (7 квітня 1912, Орєхово — 29 серпня 1994, Київ) — український радянський геолог, чл.-кор. АН УРСР.

## Біографія
Народився в с. Орєхові Касторенського району Курської області
Після закінчення Дніпропетровського гірничого інституту (1937) протягом 1.6 років працював у виробничих геологічних установах.
З 1952 — доктор геол.-мінералогіч. наук.
З 1953 року Бєлєвцев — професор Київського університету, завідувач відділу Інституту геологічних наук АН УРСР.

## Праці
Основні роботи присвячені геології та генезису залізних руд Криворізького басейну, питанням розвідування рудних родовищ докембрійського віку.
Бєлєвцевом опубліковані 54 роботи, з них 4 монографії.

## Відзнаки і нагороди
Бєлєвцев нагороджений орденом Леніна та іншими орденами і медалями.
Лауреат Сталінської премії (1951).